# ۷۵۷ (میلادی)
۷۵۷ (میلادی) هفتصد و پنجاه و هفتمین سال تقویم میلادی است.

## درگذشتگان
- سیگبرت، شاه وسکس

‎